# Colossendeis vityazi
Colossendeis vityazi är en havsspindelart som beskrevs av Turpaeva, E.P. 1973. Colossendeis vityazi ingår i släktet Colossendeis och familjen Colossendeidae. Inga underarter finns listade i Catalogue of Life.